# Cheilotrema saturnum
 Cheilotrema  ist eine Gattung aus der Familie der Umberfische (Sciaenidae) mit  Cheilotrema saturnum  als einziger Art. Manche Autoren rechnen allerdings auch Sciaena fasciata der Gattung zu.

## Merkmale
Cheilotrema saturnum ist ein kleiner Fisch von maximal 45 Zentimetern Körperlänge und einem Gewicht von bis zu 700 Gramm. Der Rumpf ist länglich und seitlich abgeflacht mit hohem Rücken und hängender Stirn. Auf der Oberseite ist er dunkelgrau, purpurn oder schwärzlich mit kupferfarbenen Flecken und einem undeutlichen blassen Balken entlang der Flanke. Der Bauch ist silbrig mit dunklen Flecken. Die Schuppen sind, außer um das Auge herum, rau, entlang der Seitenlinie liegen 56 bis 60. Das Fischmaul liegt unterständig unter einer zugespitzten Schnauze. Am Kinn sitzen fünf Poren aber keine Barteln. Der Rand des Vordeckels ist fein gezähnt. Am oberen Ende des Kiemendeckels liegt ein länglicher, schwarzer Fleck. Die Kiemenreuse weist am ersten Bogen 14 bis 20 Dornen auf. Die Flossen sind dunkelgrau. Die Rückenflosse weist 11 Hart- und 25 bis 28 Weichstrahlen auf, die kurzen Brustflossen je 17 bis 18 Weichstrahlen. Die Afterflosse weist zwei Hartstrahlen etwa gleicher Länge auf, von denen der zweite deutlich verdickt ist, darauf folgen sechs oder sieben Weichstrahlen. Die Schwanzflosse endet gerade.
Jungtiere weisen drei oder vier dunkle Streifen entlang der oberen Körperhälfte auf.

## Vorkommen
Die Art kommt vor Kalifornien und Niederkalifornien sowie im Golf von Kalifornien in Küstengewässern von drei bis 100 Metern Tiefe vor. Sie besiedeln Höhlen und Felsspalten nahe sandigen Böden oder offenen Buchten.

## Lebensweise
Die Tiere halten sich vorwiegend in Bodennähe auf und sind standorttreu. Als Nahrung dienen vorwiegend bodenbewohnende Krustentiere. Die Geschlechtsreife wird mit einer Länge von etwa 27 Zentimetern erreicht. Laich wird von Mai bis August abgegeben. Das Höchstalter wird auf etwa 20 Jahre geschätzt.

### Weblink
- Cheilotrema saturnum in der Roten Liste gefährdeter Arten der IUCN 2013.2. Eingestellt von: Chao, L., Robertson, R., Espinosa, H., Findley, L., van der Heiden, A. & Robertson, R., 2007. Abgerufen am 7. Februar  2014.